# 大竿林
大竿林是臺灣基隆市中山區的一個地名，位於該區北部。

## 歷史
台灣清治末期，大竿林地區為一街庄，稱為「大竿林庄」，隸屬於基隆堡。該庄北邊臨海，東與外木山庄為鄰，東南與內木山庄為鄰，南邊為蚵殼港庄，西邊為大武崙庄。
1901年（日治明治三十四年）11月，該庄隸屬於基隆廳，編入第二區。1905年（明治三十八年）7月，第一區、第二區合併為「基隆區」。1920年（大正九年），該庄改制為「大竿林」大字，隸屬於臺北州基隆郡基隆街。1924年10月，基隆街升格為州轄基隆市。1931年基隆市實施「町名改正」，本地區維持大字。
戰後基隆市改制為省轄市，本地區編入第五區，大字改制為里。1946年，第五區改稱中山區，本地區仍屬之。
本地區的地標為建於1933年的代天宮（大竿林仙公廟），主祀孚佑帝君，有「竿林清境」之雅名。1990年代起，隨著基隆港西岸聯外道路的興建，區內陸續興建數個社區式集合住宅，形成臺北近郊的小型臥城。

## 交通
省道台2已線又稱「基隆港西岸聯外道路」，經過大竿林地區南部，在與中和路交會口設有西進東出的單向匝道。由此往西南可前往大武崙直接連結國道3號通往臺北市中心及臺灣西部各地，亦可於該處轉省道台2線本線以便向北前往金山、淡水等地，或向南前往基隆市區、貢寮、頭城、蘇澳等地。
中和路為本地區主要道路，向南可經西定路通往基隆市中心。

## 學校
- 中和國小